# Studzianna (Grande-Pologne)
Pour les articles homonymes, voir Studzianna.
Studzianna (prononciation : [stuˈd͡ʑanna]) est un village polonais de la gmina de Borek Wielkopolski dans le powiat de Gostyń de la voïvodie de Grande-Pologne dans le centre-ouest de la Pologne.
Il se situe à environ 9 kilomètres au nord-ouest de Borek Wielkopolski (siège de la gmina), à 12 kilomètres au nord-est de Gostyń (siège du powiat) et à 53 kilomètres au sud de Poznań (capitale régionale).

## Histoire
De 1975 à 1998, le village faisait partie du territoire de la voïvodie de Leszno.

Depuis 1999, Studzianna est situé dans la voïvodie de Grande-Pologne.